# Servílio de Oliveira
Servílio de Oliveira (n. 6 mai 1948, São Paulo, São Paulo, Brazilia) este un boxer ce a reprezentat Brazilia, medaliat olimpic. A participat la o ediție a Jocurilor Olimpice (1968) în care a câștigat o medalie de bronz.

## Participări
Lista de mai jos prezintă principalele competiții la care a participat Servílio de Oliveira de-a lungul carierei.
- Jocurile Olimpice de vară din 1968